# هينديرسونفيل (كارولاينا الشمالية)
هينديرسونفيل (بالإنجليزية: Hendersonville)‏ هي مدينة أمريكية ومركز مقاطعة هينديرسون في ولاية كارولاينا الشمالية في الولايات المتحدة الأمريكية.

## التركيبة السكانية
حدّد مكتب تعداد الولايات المتحدة بيانات التركيبة السكانية لهينديرسونفيل في تعداد الولايات المتحدة. في ما يلي، التركيبة السكانية حسب تعدادي 2000 و2010.

### تعداد عام 2000
بلغ عدد سكان هينديرسونفيل 10,420 نسمة بحسب تعداد عام 2000، وبلغ عدد الأسر 4,579 أسرة وعدد العائلات 2,557 عائلة مقيمة في المدينة. في حين سجلت الكثافة السكانية 550.4 نسمة لكل كيلومتر مربع (1,425.5/ميل2). وبلغ عدد الوحدات السكنية 5,181 وحدة بمتوسط كثافة قدره 273.7 لكل كيلومتر مربع (708.9/ميل2).
وتوزع التركيب العرقي للمدينة بنسبة 81.44% من البيض و12.54% من الأمريكيين الأفارقة و0.28% من الأمريكيين الأصليين و0.73% من الأمريكيين ذوي الأصول الآسيوية و0.01% من سكان جزر المحيط الهادئ و3.48% من الأعراق الأخرى و1.52% من عرقين مختلطين أو أكثر و9.09% من الهسبانيون أو اللاتينيون من أي عرق.
بلغ عدد الأسر 4,579 أسرة كانت نسبة 23.4% منها لديها أطفال تحت سن الثامنة عشر تعيش معهم، وبلغت نسبة الأزواج القاطنين مع بعضهم البعض 39.6% من أصل المجموع الكلي للأسر، ونسبة 12.9% من الأسر كان لديها معيلات من الإناث دون وجود شريك،  بينما كانت نسبة 3.4% من الأسر لديها معيلون من الذكور دون وجود شريكة وكانت نسبة 44.2% من غير العائلات. تألفت نسبة 40.1% من أصل جميع الأسر من عدة أفراد يعيشون في نفس المنزل ونسبة 22.1% كانت تتألف من شخص يعيش بمفرده يبلغ من العمر 65 عاماً أو أكثر. وبلغ متوسط حجم الأسرة المعيشية 2.10، أما متوسط حجم العائلات فبلغ 2.80.
بلغ العمر الوسطي للسكان 45.4 عاماً. وكانت نسبة 19.1% من القاطنين تحت سن الثامنة عشر، وكانت نسبة 7.2% بين الثامنة عشر والرابعة والعشرين عاماً، ونسبة 21.7% كانت واقعةً في الفئة العمرية ما بين الخامسة والعشرين والرابعة والأربعين عاماً، ونسبة 18.7% كانت ما بين الخامسة والأربعين والرابعة والستين، ونسبة 25.6% كانت ضمن فئة الخامسة والستين عاماً فما فوق. يوجد لكل 100 أنثى 84.9 ذكر، ويوجد لكل 100 أنثى في الثامنة عشر من عمرها فما فوق 78.7 ذكر.
بلغ متوسط دخل الأسرة في المدينة 30,357 دولارًا، أما متوسط دخل العائلة فبلغ 39,111 دولارًا. وكان متوسط دخل الذكور 30,458 دولارًا مقابل 22,770 دولارًا للإناث. وسجل دخل الفرد الخاص بالمدينة 19,926 دولارًا. وكانت نسبة 13.3% من العائلات ونسبة 16.8% من السكان تحت خط الفقر، وكان من هؤلاء نسبة 27.7% تحت سن الثامنة عشر ونسبة 10.5% في الخامسة والستين من العمر وما فوق.

### تعداد عام 2010
بلغ عدد سكان هينديرسونفيل 13,137 نسمة بحسب تعداد عام 2010، وبلغ عدد الأسر 6,450 أسرة وعدد العائلات 3,109 عائلة مقيمة في المدينة. في حين سجلت الكثافة السكانية 694 نسمة لكل كيلومتر مربع (1,797.5/ميل2). وبلغ عدد الوحدات السكنية 7,744 وحدة بمتوسط كثافة قدره 409.1 لكل كيلومتر مربع (1,059.6/ميل2).
وتوزع التركيب العرقي للمدينة بنسبة 79.74% من البيض و9.16% من الأمريكيين الأفارقة و0.45% من الأمريكيين الأصليين و1.17% من الأمريكيين ذوي الأصول الآسيوية و0.31% من سكان جزر المحيط الهادئ و6.94% من الأعراق الأخرى و2.23% من عرقين مختلطين أو أكثر و13.50% من الهسبانيون أو اللاتينيون من أي عرق.
بلغ عدد الأسر 6,450 أسرة كانت نسبة 19.6% منها لديها أطفال تحت سن الثامنة عشر تعيش معهم، وبلغت نسبة الأزواج القاطنين مع بعضهم البعض 33.2% من أصل المجموع الكلي للأسر، ونسبة 11.2% من الأسر كان لديها معيلات من الإناث دون وجود شريك،  بينما كانت نسبة 3.8% من الأسر لديها معيلون من الذكور دون وجود شريكة وكانت نسبة 51.8% من غير العائلات. تألفت نسبة 46.1% من أصل جميع الأسر من عدة أفراد يعيشون في نفس المنزل ونسبة 26.2% كانت تتألف من شخص يعيش بمفرده يبلغ من العمر 65 عاماً أو أكثر. وبلغ متوسط حجم الأسرة المعيشية 1.96، أما متوسط حجم العائلات فبلغ 2.75.
بلغ العمر الوسطي للسكان 48.7 عاماً. وكانت نسبة 17.8% من القاطنين تحت سن الثامنة عشر، وكانت نسبة 7.2% بين الثامنة عشر والرابعة والعشرين عاماً، ونسبة 21.2% كانت واقعةً في الفئة العمرية ما بين الخامسة والعشرين والرابعة والأربعين عاماً، ونسبة 23.7% كانت ما بين الخامسة والأربعين والرابعة والستين، ونسبة 30.2% كانت ضمن فئة الخامسة والستين عاماً فما فوق. وتوزع التركيب الجنسي للسكان بنسبة 44.7% ذكور و55.3% إناث.

## أعلام
- ميكي مارفن
- هوارد ديفيس
- جاك هنسلي
- روبرت مورغان
- بيل أندرسون